# Петорано сул Ђицио
Петорано сул Ђицио (итал. Pettorano sul Gizio) је насеље у Италији у округу Л'Аквила, региону Абруцо.
Према процени из 2011. у насељу је живело 515 становника. Насеље се налази на надморској висини од 633 м.

## Становништво
Према резултатима пописа становништва 2011. у општини је живело 1.363 становника.
| 1931. | 1936. | 1951. | 1961. | 1971. | 1981. | 1991. | 2001. | 2011. |
| ----- | ----- | ----- | ----- | ----- | ----- | ----- | ----- | ----- |
| 4.037 | 3.975 | 3.673 | 2.500 | 1.593 | 1.438 | 1.293 | 1.255 | 1.363 |

## Партнерски градови
- Хамилтон
- Gallinaro